# الطرش لمظافرة (هوارة أولاد رحو)
الطرش لمظافرة هي إحدى مشيخات المملكة المغربية، تتبع جغرافيا لإقليم جرسيف وإداريًا لهوارة أولاد رحو. يقدر عدد سكانها بـ 4532 نسمة حسب الإحصاء الرسمي للسكان والسكنى لسنة 2004.